# Blue Stone (группа)
Blue Stone — музыкальный проект, основанный в 2005 году американским композитором Робертом Смитом и мультиинструменталистом Биллом Уолтерсом. В записи альбомов группы также участвуют сессионные музыканты и вокалисты.

## История группы
Проект был основан в 2005 году во Флориде Робертом Смитом, который ранее участвовал в эмбиент-дуэте Bella Sonus, и Биллом Уолтерсом. Дебютный альбом Breathe был выпущен 31 января 2006 года на лейбле Neurodisc Records и оказался достаточно прохладно встречен музыкальными критиками, отметившими, что многие композиции с диска, задуманные как медитативные, звучали скорее депрессивно, а в целом альбом напоминает творчество Enigma, из которого исключили сексуальность.
В начале 2007 года на том же лейбле Blue Stone выпустили второй альбом Worlds Apart — более поп-ориентированный, но и более высоко оценённый критиками. В 2009 году вышел третий альбом Messages, а в 2011 — последний на данный момент диск проекта под названием Pandora’s Box.

## Стиль и влияние
Группа работает в жанре электронного нью-эйджа. В своём творчестве Blue Stone используют звук аппаратных и программных синтезаторов, фортепиано, вокал и перкуссию. Для записи альбомов Смит и Уолтерс привлекают различных вокалистов, некоторые из которых также являются соавторами песен.
Для раннего творчества Blue Stone характерно использование элементов классической и этнической (в частности, восточной) музыки, а также некоторые элементы дарквейва. Критик Рик Андерсон охарактеризовал стиль группы как «тёмную и мечтательную электронику», отметив влияние на него фанка.

## Дискография
- Breathe (2006)
- Worlds Apart (2007)
- Messages (2009)
- Pandora’s Box (2011)
- Phoenix (2012) EP
- Compendium (2014) сборник
- Prophecy (2020)